# Eufriesea limbata
Eufriesea limbata là một loài Hymenoptera trong họ Apidae. Loài này được Mocsáry mô tả khoa học năm 1897.